# Прагальвис
Прагальви́с (устар. Прогальвис; лит. Pragalvys, Pragalvis) — река на севере Литвы. Течёт по территории Папильского, Вянтского и Акмянского староств Акмянского района в Тельшяйском уезде. Левый приток нижнего течения Дабикине.
Длина — 26,4 км. Начинается на окраине леса около деревни Баубляй, в 7 км юго-восточнее местечка Папиле. Течёт по Средневянтской равнине, в основном на северо-запад. Русло зарегулировано на всём протяжении. Устье Прагальвиса находится на высоте 60 м над уровнем моря, в 7 км по левому берегу Дабикине, напротив деревни Падвареляй, в 2 км западнее города Акмяне. Уклон — 1,67 м/км. Площадь водосборного бассейна — 47,2 км², ранее — 55,3 км². Средний расход воды в устье — 0,29 м³/с. Прагальвис — один из крупнейших притоков Дабикине.
В 0,5 км от устья между деревнями Дабикинеле и Кадагяй в 1976 году на Прагальвисе устроена запруда.
В нижнем течении около деревни Тупикай Прагальвис принимает справа Грайжупис.